# Xarli Diego
Carles Diego Ferrús, més conegut com a Xarli Diego (Terrassa, 23 de novembre de 1956) és un comunicador català. Ha estat locutor de ràdio, presentador i guionista de televisió. Durant molt anys va dirigir el seu propi gabinet de comunicació: Xarli Diego Comunicació S.L.U. Durant 12 anys, entre 2007 i 2019, va ser el cap de premsa de la companyia teatral Tricicle.
Ha treballat entre d'altres emissores a Ràdio Manresa, a Ràdio Barcelona i a Antena 3 Radio. Va col·laborar amb el diari Regió7 de Manresa (1978-1979) entrevistant artistes i escrivint columnes costumistes. També va col·laborar amb revistes musicals com El Gran Musical (del 1981 al 1985) o la revista Fans (1980).
També va ser guionista del programa d'humor Ahí te quiero ver de TVE-1 (1986-1987) i assessor del programa de TV3 No passa res (1987). Durant tres anys va presentar en directe els sortejos de la Lotto 6/49 (1988 al 1991), i va ser presentador substitut de Tres pics i repicó (1990) en els últims quatre programes de la segona temporada a causa d'una hepatitis d'Antoni Bassas, presentador del programa. A TV3 també va presentar El joc del segle (1991-1993).
Va dirigir Metropol Records (1988) i Clash Producciones Discográficas (de 1989 a 1991), empresa que va fundar.
Entre 1995 i 2003 va ser Assessor de Comunicació dels Departaments de Justícia, Justícia i Interior, i Governació, de la Generalitat de Catalunya.
El mes de maig de 2019 va publicar el seu primer llibre titulat Gràcies per la música! editat per Pagès Editors, on explica com ha viscut el món de la música dels anys 70/80 des de la ràdio. El llibre, prorrogat pel cantant italià Al Bano, conté textos de Jeanette i Pablo Abraira.
El juliol de 2022, de la mà d'Amazon, en format paper i ebook, va publicar el seu segon llibre: Un millón de cosas, que recull anècdotes i imatges curioses dels seus viatges en to humorístic. I el desembre de l'any següent, un nou llibre: un recull de relats titulat Salta per la porta i entra per la finestra, en aquesta ocasió també en format d'audiollibre.
Des del setembre de 2019, presenta i dirigeix el programa de música i tocs d'humor El Catamarà, que s'emet per 47 emissores de Catalunya, Illes Balears i Andorra, i que ha estat candidat als Premis Ondas 2021, en la categoria de millor programa de ràdio de proximitat.
El dijous 31 de març de 2022, va rebre un homenatge a la seu barcelonina del Col·legi de Periodistes de Catalunya pels seus 50 anys de trajectòria professional.